# Themsens översvämning 1947

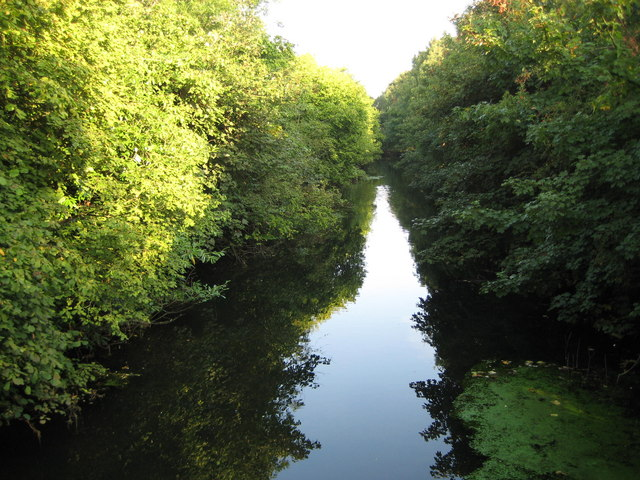
Maidenhead Flood Relief Channel byggdes efter att Maidenhead översvämmats 1947 och 1954.

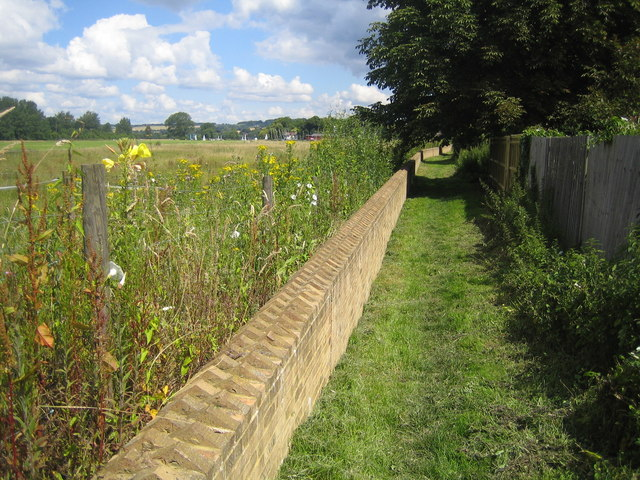
Cookham översvämmades 1947. Denna vall byggdes 2002 för att förhindra ytterligare översvämningar.

Themsens översvämning 1947 (engelska: 1947 Thames flood) var en svår översvämning på Themsen  som drabbade stora delar av Themsendalen samt flera andra delar av England i mars 1947, efter en sträng vinter. Krigsskador på flera slussar förvärrade situationen.

### Fotnoter
1. ↑  The great floods of 1947, by Martin Wainwright. The Guardian, 25 juli 2007.
2. ↑  Histories of Windsor — The Floods of 1947, by G. G. Cullingham. First published in Windlesora Magazine, 1981. Updated for the 60th anniversary of the flood, mars 2007.